# Ліонель Гайнріх
Ліонель Гайнріх (англ. Lionel Heinrich, 20 квітня 1934, Чарчбрідж, Саскачеван — 21 квітня 2014, Кренбрук, Британська Колумбія) — канадський хокеїст, що грав на позиції крайнього нападника.

## Ігрова кар'єра
Професійну хокейну кар'єру розпочав 1952 року.
Майже всю професійну клубну ігрову кар'єру, що тривала 11 років, провів, захищаючи кольори команд з нижчих північноамериканських ліг. Єдиною командою Гайнріха в НХЛ була «Бостон Брюїнс», за яку він провів 35 ігор в сезоні 1955/56.